# مت گریورز
مت گریوِرز (به انگلیسی: Matt Grevers) ورزشکار مرد رشتهٔ شنا اهل کشور ایالات متحده آمریکا است. وی در بین سال‌های ۲۰۰۸ تا ۲۰۱۲ میلادی در مسابقات بازی‌های المپیک تابستانی در مجموع ۶ مدال، شامل ۴ مدال طلا و ۲ نقره را کسب کرد.